# Heinz Holzhauer
Heinz Holzhauer (* 21. April 1935 in Bad Selters) ist ein deutscher Jurist und Rechtshistoriker. Er lehrte Bürgerliches Recht und Deutsche Rechtsgeschichte an der Westfälischen Wilhelms-Universität Münster, wo er zeitweise Direktor des Instituts für Rechtsgeschichte war.

## Leben
Nach dem Abitur 1955 in Darmstadt studierte Holzhauer Rechtswissenschaft an den Universitäten in Marburg und Freiburg im Breisgau. Nach der ersten juristischen Prüfung 1959 blieb Holzhauer an der Universität Marburg und war als Fakultätsassistent und wissenschaftlicher Mitarbeiter tätig. Nach dem zweiten Examen war er Assistent bei dem Rechtshistoriker Ekkehard Kaufmann. 1967 wurde Holzhauer mit der Dissertation Das Problem der Willensfreiheit in der Strafrechtslehre des 19. Jahrhunderts und seine Bedeutung für den Schulenstreit promoviert. Im Wintersemester 1970/71 folgte in Marburg die Habilitation mit der Arbeit Die eigenhändige Unterschrift: Geschichte und Dogmatik des Schriftformerfordernisses im deutschen Recht. Nach mehreren Lehrstuhlvertretungen erhielt er 1979 einen Ruf nach Münster als Nachfolger von Rudolf Gmür. Hier lehrte er bis 2000. Auch nach seiner Emeritierung hielt Holzhauer Vorlesungen an Universitäten, unter anderem in Düsseldorf, Paris (Nanterre) und Moskau.
In den 1980er-Jahren gründete Holzhauer zusammen mit Schulfreunden, u. a. Helmut Markwort, eine Laienspielgruppe. Das Liebhaber-Ensemble gab in der Folgezeit in mehreren Städten die traditionsreiche Darmstädter Lokalposse Datterich von Ernst Elias Niebergall (1841), neben einer Vorstellung 2015 bei den Bad Hersfelder Festspielen unter der Leitung von Dieter Wedel zuletzt im Jahr 2022 in Darmstadt mit der Besetzung von Hans-Joachim Heist in der Hauptrolle.  Als Gäste wirkten zeitweise auch Mathias Döpfner, Volker Bouffier, Frank Lehmann, Margit Sponheimer und Hermann Otto Solms mit. Holzhauer führte jeweils Regie und übernahm – außer im Jahre 2022 – stets die Hauptrolle.

## Werk
Holzhauers frühe Arbeiten beschäftigen sich mit den Grundlagen des Rechts, insbesondere mit der Strafrechtsgeschichte und Rechtsanthropologie. Mit seiner Habilitationsschrift unternahm er den Versuch, die Rechtsgeschichte mit der Dogmatik des geltenden Rechts zu verbinden, was sich in den folgenden Jahren als seine charakteristische Arbeitsweise herausbildete. Ein Schwerpunkt im geltenden Recht bildeten insbesondere das Familienrecht. Die Ausgestaltung des heutigen Rechtsinstitut der Betreuung wird mit Holzhauers Arbeiten in Verbindung gebracht. Daneben stehen Arbeiten, die Recht und Literatur miteinander verbinden, z. B. über das Recht in Annette von Droste-Hülshoffs Judenbuche oder die Darstellung von Eheschließungen in Opernlibretti.
In der adelsrechtlichen Streitigkeit um die rechtmäßige Nachfolge als Oberhaupt der Albertinischen Linie des Hauses Wettin wirkte Heinz Holzhauer 2015 als Gutachter. In einem späteren Vortrag griff Holzhauer die Thematik erneut auf und setzte sie in Verbindung zur erbrechtlichen Rechtsprechung des Bundesverfassungsgerichts.
Im Frühjahr 2021 brachte er sich durch juristische Publikationen in die Diskussion um die Entschädigungsforderungen der Hohenzollern ein. Er verneinte unter anderem einen Anspruch auf Entschädigung Georg Friedrich Prinz von Preußens, da er ein Vorschubleisten des nationalsozialistischen Systems durch dessen Urgroßvater Kronprinz Wilhelm feststellte.